# せんのあき
せんのあきは、日本のイラストレーター。元エス・エヌ・ケイ所属で、TONKO（とんこ）のペンネームを使っていた。フリーになった後もSNKプレイモア関係の仕事では「TONKO」の名義を使っている。
ペンネームであるTONKOの由来は『ヤッターマン』に登場する「おだてブタ」の恋人だという。

## 作品リスト

### TONKO名義
- 幕末浪漫 月華の剣士（NEOGEO、PS、PS2） - 販促用イラストレーション担当
- 幕末浪漫第二幕 月華の剣士 〜月に咲く華、散りゆく花〜（NEOGEO、DC、PS2） - 販促用イラストレーション担当
- 幕末浪漫特別編 月華の剣士（NeoGeo Pocket） - 販促用イラストレーション担当
- 餓狼 MARK OF THE WOLVES（NEOGEO、DC、PS2） - 販促用イラストレーション担当
- 餓狼伝説バトルアーカイブズ 2（PS2） - NEOGEOオンラインコレクション版パッケージ
- メタルスラッグ 4, 5（NEOGEO）
- メタルスラッグ 6（ATOMISWAVE）
- メタルスラッグ 7（ニンテンドーDS）
- ザ・キング・オブ・ファイターズシリーズ（NEOGEO） - 家庭用版パッケージ
- キング・オブ・ファイターズ R-1・R-2（NeoGeo Pocket）
- THE KING OF FIGHTERS バトルDEパラダイス（NeoGeo Pocket）
- THE KING OF FIGHTERS麻雀（携帯アプリ）
- SNK VS. CAPCOM カードファイターズ2 EXPAND EDITION（NeoGeo Pocket）
- SNK VS. CAPCOM カードファイターズDS（ニンテンドーDS） - レアリティA以上のキャラカードを担当
- Days of Memoriesシリーズ - グラフィック監督
  - Days of Memories 〜恋はグッジョブ!〜（携帯アプリ）
  - Days of Memories 〜純白の天使たち〜（携帯アプリ）
  - Days of Memories 〜僕と彼女と古都の恋〜（携帯アプリ）
  - Days of Memories 〜風舞う都でつかまえて!〜（携帯アプリ）
  - Days of Memories 〜世界で一番熱い冬〜（携帯アプリ）
  - Days of Memories 2（ニンテンドーDS） - 移植版「恋はグッジョブ!」「純白の天使たち」のみ担当
  - Days of Memories 3（ニンテンドーDS） - 「僕と彼女と古都の恋」「風舞う都でつかまえて!」「世界で一番熱い冬」の移植版
- ネオジオヒーローズ 〜アルティメットシューティング〜

その他
- TGS 2006「いろは茶屋」特製商品 - マグカップ、湯呑み
- Encyclopedia of KOF 10th Anniversary 非売品CD - Illustration Making

### せんのあき名義
- 幻想水滸伝カードストーリーズ
- 巨商伝
- ガープス・ユエル
- ソード・ワールドRPGリプレイ - プレイヤーとしても参加
- ユエル・サーガ・リプレイ 1〜3
- 仙
- 対戦クイズ!バトルスター★オンライン魔道
- 戦国絵札遊戯 不如帰 -HOTOTOGISU- 乱